# スヴェトラーナ・スルガノヴァ
スヴェトラーナ・スルガノヴァ（ロシア語: Сурганова Светлана, ラテン文字転写: Svetlana Surganova, 1968年11月14日 - ）は、ロシアの女性シンガーソングライター、ギタリスト、ヴァイオリニスト、詩人。

## 人物
大学2年を終わって、夏休みにディアナはサンクトペテルブルクへ旅行に行った。そこで偶然スヴェトラーナ・スルガノヴァ(Svetlana Surganova)に出会う。2人とも以前から歌を作っていたので、アコースティックのデュオとして共演することがすぐ決まった。1993年8月19日バンド、ナイト・スナイパーズ(Night Snipers、ノチヌィエ・スナイペルィ)が誕生した。ディアナはギター、スヴェトラーナはヴァイオリンを弾き、2人の美しい歌声、研ぎ澄まされた音、そして歌詞は人々を感動させる力が強かった。1994-96年にわたって、サンクトペテルブルクを始め、色々な町の有名なクラブで演奏した。そして、2人は「全ペテルブルク」というテレビ音楽コンクール、「小春日和」という非営利のロック音楽フェスティバル、「ロシアのモダン」という12時間も続く都市のイベントなどに参加していった。1996年にデンマーク公演で学生のためのコンサートをいくつか行った。そして、バンドの活動と同時にアルベニナがロシアで最高レベルであるサンクトペテルブルク大学に入学し、外国人向けのロシア語教師になるための勉強をしていた。
1997年2月、2人の男性がバンドのメンバーに加わった。ベースのユーリー・デクチャリョフとドラムのアレクセイ・イワノフを加えて4人で活動を始めた。サンクトペテルブルクの様々なイベントに参加し、その中でアラン・マイエルとイーゴリ・ゴルベンツェフという有名な画家の展覧会でもコンサートをやったことがある。
1998年8月にはナイト・スナイパーズのデビューアルバム「蜂蜜の樽にタールの滴」（玉に瑕というような意味のロシア語のことわざ）が世に出た。このアルバムの曲は「Europa plus」を始めとして、ロシア最大の5つの放送局の電波に流れるようになった。最初のコンサート・プログラムが聴衆を飽きさせないうちに新しいプログラムを出し、バンドはロシア、デンマーク、スウェーデン、フィンランドで活発的な公演活動を続けていた。
1998年の終わりにバンドのリズムセクションが変わる。しかし、ナイト・スナイパーズの心であるディアナとスヴェトラーナが相変わらず素晴らしい歌を作り歌っていた。新メンバーのゴーガ・コプィロフとアリック・ポタプキンはずば抜けたプロであり、それによりバンド全体が初期のころの歌を新しい目で見るようになって、新作のものは質的に高い水準に達した。サンクトペテルブルクでコンサートを10公演行い、「車都」という祭りで大きな成功を収めてトリヤッティ市―自動車産業都市でスペシャルゲストとして出演した。
1999年8月には新しいアルバム、「子供の片言」という1989-95年にホーム・レコードやスタジオ録音された音楽の選集したものがリリースされた。
2000年の夏、ナイト・スナイパーズが「境」というエレクトリックのアルバムに取り組んだ。11月までに大ヒットした「31回目の春」がナーシェ・ラジオのチャートで1位になる。ナーシェ・ラジオ（我がラジオという意味）はロシアのロックしか放送しない大人気の局であり、そのチャートの1位に達することはロシアで最高のバンドになるのを表すのである。
同年12月ナイト・スナイパーズが｢境｣のリリース契約をReal Recordsというロシアのレコーディング大手会社と結ぶ。2000年3月1日にモスクワで、11日にサンクトペテルブルクでこのアルバムがプレゼンテーションされた。
｢津波｣という2番目のエレクトリック・アルバムは2002年の秋に完成した。ツナミという言葉は日本語からの外来語で、ディアナの説明によれば、人が逃れられない大波のような恋を表す。12月にはバンドがスヴェトラーナを脱退させた。｢実際には、飽和状態だった。私たちそれぞれに自分の道がある。時が一番賢明な医師であり、皆を適所に配置するだろう｣とディアナ・アルベニナがいう。